# بیسفنول اس
بیسفنول اس (به انگلیسی: Bisphenol S) با فرمول شیمیایی C۱۲H۱۰O۴S یک ترکیب شیمیایی با شناسه پاب‌کم ۶۶۲۶ است. که جرم مولی آن ۲۵۰٫۲۷۵ g/mol می‌باشد. شکل ظاهری این ترکیب، جامد بی رنگ است.